# Хрущов Василь Михайлович

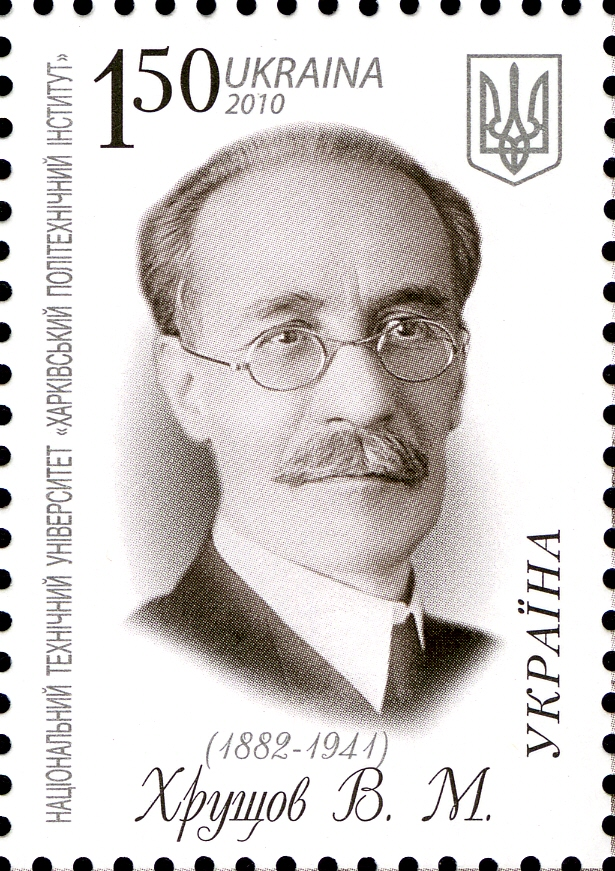
«Хрущов Василь Михайлович», поштова марка України (2010)

Васи́ль Миха́йлович Хрущо́в (31 травня (12 червня) 1882, Санкт-Петербург — 19 грудня 1941, Уфа) — український учений у галузі електротехніки. Академік АН УРСР (від 1939).

## Біографічні дані
1908 закінчив Томський технологічний інститут.
1908—1923 викладав у Томському технологічному інституті, від 1920 — професор.
Від 1923 в Україні: професор Харківського технологічного інституту і (від 1930) Харківського електротехнічного інституту.
Від 1939 директор Інституту енергетики АН УРСР.

## Наукова діяльність
Основні праці присвячено вивченню колекторних машин змінного струму, передачі та розподілу електронної енергії, проблем механічних та дугових випрямлювачів тощо.
Автор близько 80 праць, зокрема 16 монографій і підручників.

## Вшанування пам'яті
У 1992 р. Національною Академією наук України була заснована Премія НАН України імені В. М. Хрущова, яка вручається Відділенням фізико-технічних проблем енергетики НАН України за видатні наукові роботи в галузі електроенергетики та електротехніки.